# Fysiljär

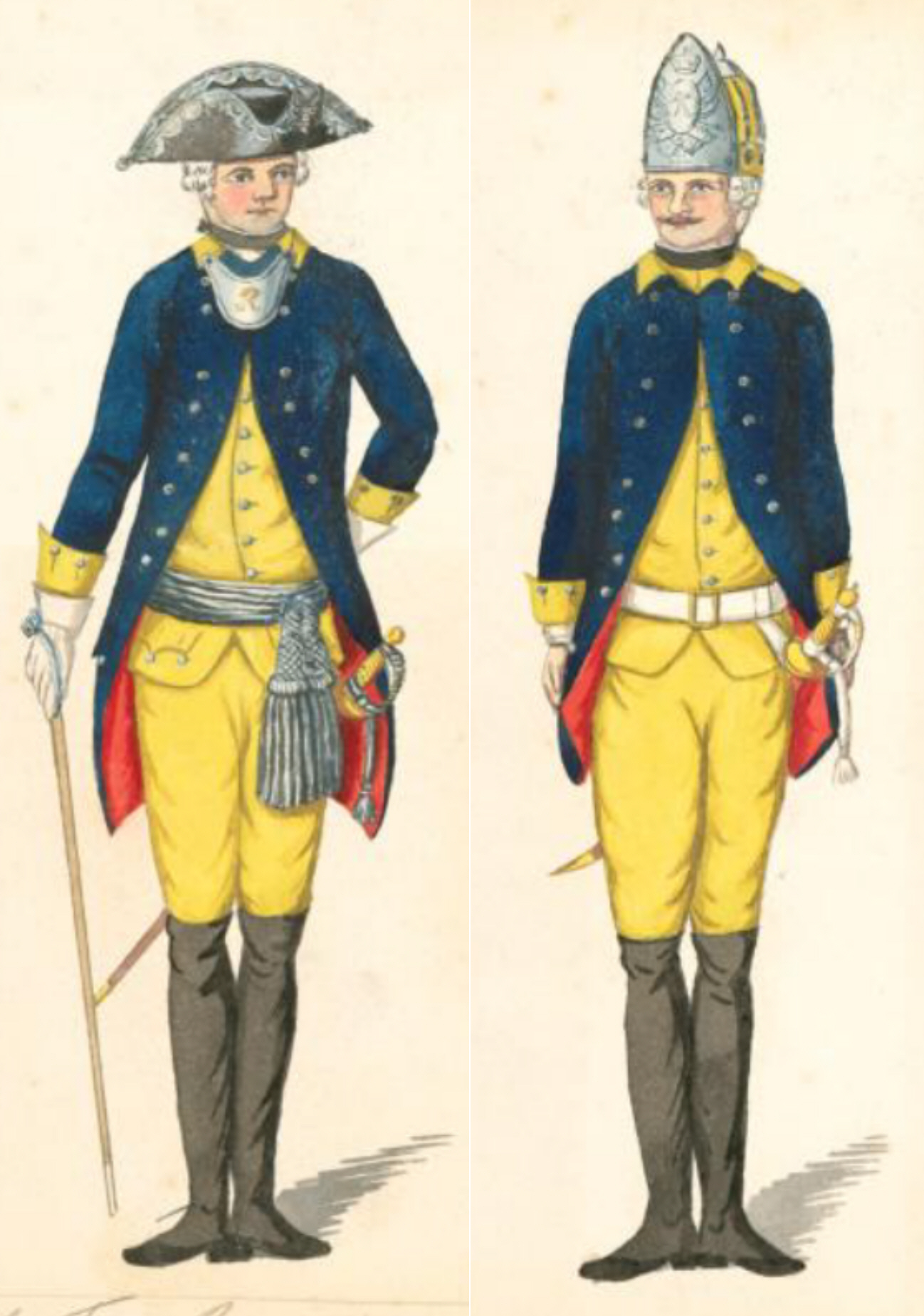
Officer och menig från Füsilier-Regiment Prinz Heinrich von Preußen (Nr. 35) år 1785

Fysiljär var ursprungligen namnet på en infanterisoldat beväpnad med en lätt flintlåsmusköt, kallad fusil (vilket ännu i modern franska har betydelsen "gevär"). Ordet började användas 1680 i Frankrike, och har sedan dess utvecklats till en förbandstyp som nyttjats av bland annat Storbritannien och Preussen. I Preussen kom fysiljärregementena endast att genom namn och uniform att skilja sig från andra infanteriregementen. I Wehrmacht kom termen att beteckna en spaningssoldat i en infanteridivision, när divisionsspaningsbataljonerna i slutet av 1942 ombenämndes till fysiljärbataljoner.